# Forn del Turó del Bon Jesús
El Forn del Turó del Bon Jesús es troba al Parc de la Serralada Litoral, concretament a Premià de Dalt (el Maresme).

## Descripció
És un forn petit, no té la mateixa estructura que la resta de forns de terrissa i tampoc no sembla un forn de calç. Es tracta d'una cambra amb una planta de 2,5 x 1,5 m i poca alçària, una petita xemeneia i un portal senzill però ben fet. El bon estat en què es troba fa pensar que ha estat recuperat o que algú en té cura.

## Accés
És ubicat a Premià de Dalt: cal situar-se al Mirador de la Cornisa i pujar 230 m. Després prenem l'ampla pista que surt a la dreta en direcció al Turó d'en Baldiri on, a 90 m i a la dreta, hi ha un petit esvoranc al marge de la pista. Entrant al bosc en direcció SO per aquest punt, a 40 m trobem el forn. Coordenades: x=443887 y=4596095 z=451.